# Micropeza corrigiolata
Micropeza corrigiolata är en tvåvingeart som först beskrevs av Carl von Linné 1767.  Micropeza corrigiolata ingår i släktet Micropeza och familjen skridflugor. Arten är reproducerande i Sverige. Inga underarter finns listade i Catalogue of Life.